# Осушування родовищ
Осушування родовищ (англ. dewatering of deposits, water drainage of deposits,  soil drainage; нім. Entwässerung f der Lagerstätten) — комплекс заходів, спрямованих на зниження рівня підземних і поверхневих вод для забезпечення безпечного й ефективного ведення гірничих робіт.  

## Різновиди. Загальні визначення
- При розробці родовища відкритим способом — комплекс заходів із захисту гірничих виробок від поверхневих і підземних вод під час будівництва та експлуатації кар’єрів.

Осушення кар’єру — комплекс заходів щодо огородження кар’єру від припливів поверхневих і підземних вод при його будівництві й експлуатації шляхом проведення спеціальних виробок (нагірних канав, дренажних траншей, зумпфів та ін.), водознижувальних свердловин, встановленню фільтрувальних установок і організації водовідливу. 
- При розробці родовища підземним способом — комплекс заходів із захисту гірничих виробок від підземних і поверхневих вод при будівництві та експлуатації шахт і рудників.

## Технології і приклади
Осушенню підлягають різні гірські породи — і високопроникні (наприклад, закарстовані вапняки з коефіцієнтом фільтрації в кілька сотень м на добу), і слабкопроникні ґрунти проникністю 0,001 м / добу. При проникності менше 1 м / добу використовують різні методи інтенсифікації водовідбору — вакуумування, нагнітання стисненого повітря, установку геодрен тощо.
Зниження рівня підземних вод на ділянках гірничих робіт ведеться за допомогою дренажних і баражних пристроїв. Відведення вод за межі шахтних і кар’єрних полів здійснюються за допомогою водовідливу, та за допомогою попереднього дренажу гірського масиву. При відкритій розробці родовищ корисних копалин в країнах Заходу застосовують г.ч. поверхневий спосіб О.р., в Україні і країнах СНД — підземний. При підземному видобутку, як правило, застосовують підземний, рідше комбінований способи О.р. Системи осушування можуть бути представлені як окремими дренажними засобами (наприклад, водознижувальними свердловинами — Запорізький залізорудний комбінат, рудник “Нейрод” в Угорщині і т.д.), так і контурними, лінійними, кущовими та розосередженими по площі системами дренажних пристроїв. Широко застосовуються підняттєві, нахилено-підняттєві і випереджуючі свердловини (Лебединський, Михайлівський та ін. ГЗК). Використовуються також горизонтальні свердловини, які бурять на бортах кар’єрів. На обводнених уступах кар’єрів використовують горизонтальний відкритий і закритий трубчасті дренажі. Серйозною проблемою є дренаж глибоких горизонтів кар’єрів.
Перспективи розвитку систем О.р. пов’язують із: а) застосуванням локальних схем осушування, які дозволяють перехо-пити підземну воду на ділянках максимальних водоприпливів і найбільшого навантаження на гірничі виробки; б) створенням систем “осушування-водозабір” (сьогодні ступінь використання води, яка видаляється при осушуванні на різних кар’єрах, коливається в межах 20 — 80%); в) застосуванням геоінформаційних технологій (електронні моделі об’єкта осушування, створення АСУ ТП).
На сильнообводнених родовищах корисних копалин витрати на осушування досягають 10 — 20% загальних витрат. На кар’єрах США на осушування витрачається $ 5 — 37 на 1 т корисної копалини.

## Осушування привибійної зони пласта газоподібними вологопоглиначами
Осушування привибійної зони пласта газоподібними вологопоглиначами — технологія запомповування осушеного і підігрітого газу в привибійну зону з високонапірного горизонту, яке чергується з продуванням свердловини (в атмосферу, газопровід) на пульсуючих режимах. Під час продування з пласта разом з газом виносяться пара води і частинки глини. Для цього можна використовувати також азот та вуглекислий газ. Скраплений вуглекислий газ запомповують насосними агрегатами при використанні для захисту від корозії вуглекислотних інгібіторів. Скраплений азот запомповують з допомогою триплунжерного насоса через випаровувач, де відбувається регазифікація азоту і звідки газоподібний азот під необхідним тиском надходить у свердловину.

## Осушування привибійної зони пласта метиловим спиртом
Осушування привибійної зони пласта метиловим спиртом — технологія запомповування метилового спирту (метанолу) в привибійну зону пласта з розрахунку 0,3—0,7 м3 на 1 м ефективної товщини пласта, витримування метанолу в пласті протягом 16—20 год. і освоєння свердловини. Метанольні оброблення найефективніші в теригенних колекторах, які містять високоглинисті пропластки. Технологія дає змогу не тільки витіснити воду, але й зруйнувати і вимити глинисті частинки, які кольматують пори пласта.

## Осушування привибійної зони пласта нагріванням
Осушування привибійної зони пласта нагріванням — технологія осушування привибійної зони пласта, яка передбачає випаровування вологи у привибійній зоні з допомогою вибійних електронагрівачів або пальників. Температуру і тривалість оброблення встановлюють, виходячи із заданого радіуса прогрівання пласта і необхідної потужності електронагрівача. За заданим радіусом оброблення пласта визначають температуру у свердловині та в пласті і тривалість дії підвищеної температури. Цей метод найефективніший у низькопроникних колекторах з високим вмістом глин.